# Метью Гартлі
Метью Гартлі (англ. Matthieu Hartley; нар. 4 лютого 1960) — англійський музикант, найбільш відомий як клавішник гурту The Cure у 1979—1980 роках.